# 俎姓
俎姓，中国罕见姓氏。

## 起源
俎姓源于北魏代北地区的复姓鲍俎。魏孝文帝迁都洛阳后，施行汉化改革，令将鲍俎氏改为俎氏。

## 名人
- 明五台知县俎有用
- 明正德年间进士俎琚
- 明崇祯年间进士俎如兰

## 外部連結
[在维基数据编辑]
 《欽定古今圖書集成·明倫彙編·氏族典·俎姓部》，出自陈梦雷《古今圖書集成》